# Ліза Леслі
Ліза Леслі (англ. Lisa Leslie, 7 липня 1972) — американська баскетболістка.
Олімпійська чемпіонка 1996, 2000, 2004, 2008 років.
Чемпіонка світу 1998, 2002 років, бронзова призерка 1994 року.
Переможниця літньої універсіади 1991 року.
Переможниця Кубка Р. Вільяма Джонса 1992 року.